# Giovanni Battista de Rossi
Pour les articles homonymes, voir Rossi et Giovanni Rossi (homonymie).
Ne doit pas être confondu avec Jean-Baptiste de' Rossi ou Baptiste Rossi.
Giovanni Battista de Rossi, en français Jean-Baptiste de Rossi, né à Rome le 23 février 1822 et décédé à Castel Gandolfo le 20 septembre 1894, est un épigraphiste et archéologue italien, fondateur de l'archéologie chrétienne.

## Biographie
Né par sa mère dans une famille noble, Giovanni Battista de Rossi étudie au Collège romain des Jésuites de Rome où il suit le cours des 'Humanités' et la philosophie ainsi que les cours d'épigraphie antique de l'Accademia Greca. Inscrit à la Faculté de droit de l'Université La Sapienza de Rome (1841), il explore les catacombes cette année-là pour la première fois.
Travaillant à la Bibliothèque apostolique, il décide de se consacrer entièrement à l'archéologie et mène des fouilles systématiques des catacombes. En 1849, il découvre la Catacombe de Saint-Calixte. En 1852, il inspire au pape Pie IX la fondation de la Commission pontificale pour l'archéologie sacrée.
En 1858, avec Théodore Mommsen et Wilhelm Henzen, il fait partie de la commission organisée par l'Académie des sciences de Berlin pour réaliser le Corpus Inscriptionum Latinarum et, en 1860, de celle fondée par Napoléon III pour publier les travaux de Bartolomeo Borghesi.
Secrétaire de la Commission d'archéologie sacrée (1874), Léon XIII le désigne en 1878 comme préfet et conservateur à vie du Musée chrétien du Saint-Siège. Président de l'Académie pontificale romaine d'archéologie jusqu'à sa mort, il est le fondateur du Bollettino di archeologia sacra (1863) qui deviendra en 1894 le Nuovo Bollettino.
Giovanni Battista de Rossi a aussi découvert en 1888 le Codex Amiatinus.

## Travaux
- Le Prime Raccolte d'antiche iscrizione in Roma, 1852
- Inscriptiones Christianae Urbis Romae septimo saeculo antiquiores, 1861
- Roma Sotterranea Cristiana, 1864-1877
- Corpus Inscriptionum Latinarum, vol.VI, 1876-1888